# 7時間目の音符
『7時間目の音符』（しちじかんめのノート）は、志摩時緒による日本の漫画作品。
芳文社の『まんがタイムきららフォワード』にて、2010年3月号での読み切り版を経て、2011年1月号から2013年8月号にかけて連載された（当初は隔月、2011年11月号以降は毎月連載）。単行本は全4巻。

## あらすじ
駒城高校吹奏楽部に所属する吉野葉平には高校に入学して数ヶ月、初めて恋人ができた。それは同じ吹奏楽部の部長であり1年先輩の冴木あずみである。でも、まだお互いの名前の呼び方ですらひと苦労している。

## 登場人物
吉野葉平（よしの ようへい）
本作の主人公。あずみとは恋人同士。プライベートでは「あずみ」と呼んでるが、学校では「あずみ先輩」と呼んでいる。クラリネット担当。あずみが吹奏楽部を引退した後は部長に就任した。
連載版前に描かれた読み切り版では彼に2つ上の兄姉がいる事が語られており（兄か姉かは不明）、あずみが1年次の部長だった。
冴木あずみ（さえきあずみ）
本作のヒロイン。吹奏楽部の部長。葉平とは恋人同士。恥ずかしがり屋ではあるが舞台度胸はある。クラリネット担当。
米沢悟（よねざわ さとる）
通称「米くん」。あずみとは同じクラスでもある。頼子と付き合っていたが別れた。顧問の佐藤米子が気になっているらしい。サックス担当。
青山頼子（あおやま よりこ）
あずみの親友。悟に告白して付き合っていたが、｢友達止まり｣だと感じ、破局した。クラリネット担当。
三島吉成（みしま よしなり）
葉平の親友で中学の頃も一緒だった。トロンボーン担当。
坂本美鶴（さかもと みつる）
あずみとは同じ中学校の先輩・後輩であり、中学でも同じ吹奏楽部だった。トロンボーン担当。
佐藤米子（さとう よねこ）
駒城高校吹奏楽部の顧問。同じ佐藤姓の教師がいるため、悟からは「米ちゃん先生」と呼ばれている。

## 既刊一覧
1. 第1巻 2011年11月11日発売 ISBN 978-4-8322-4083-4
2. 第2巻 2012年6月12日発売 ISBN 978-4-8322-4157-2
3. 第3巻 2013年3月12日発売 ISBN 978-4-8322-4273-9
4. 第4巻 2013年8月10日発売　ISBN 978-4-8322-4333-0